# Fross-Büssing W IV O
Der Fross-Büssing W IV O war ein von den Wiener Stadtwerke-Verkehrsbetriebe eingesetzter Hochflur-Stadtlinienbus des Wiener Herstellers Fross-Büssing. Der nachmalig legendäre Typ markierte den Durchbruch in der Konstruktion von Stadtbussen für Wien und war zugleich die erste Großserie von Autobussen der Wiener Verkehrsbetriebe.

## Geschichte und Technik
Im Rahmen einer ersten Autobus-Großserienbestellung wurden insgesamt 102 Busse dieser Type bei Fross-Büssing bestellt und im September 1928 in Dienst gestellt, erste Exemplare hatten ihren Probelauf während des Deutschen Sängerbundfestes im Juli 1928. Die zwecks schneller Reparatur abnehmbaren hölzernen Karosserien lieferten die Lohner-Werke, Oeffag, die Steyr-Werke sowie die Simmeringer Waggonfabrik, deren Karosserien waren allerdings aus Stahlprofilen zusammengesetzt.
Das robuste Chassis war als Leiterrahmen mit über der Hinterachse gekröpften Längsträgern ausgeführt, bei der Konstruktion wurde auf eine tiefe Schwerpunktlage geachtet und breite Blattfedern in Gleitschuhen für eine weiche Federung verbaut. Der Wagenkasten war in zwei durch Schiebetüren absperrbare Abteile mit mittigem Einstieg unterteilt, von denen das hintere als Raucherabteil ausgeführt war. Die Fahrgäste saßen auf lederbezogenen Längsbänken. Drei Deckenlüfter waren über jedem Abteil angebracht, ebenso einer über der Fahrerkabine.
Der Antrieb erfolgte ursprünglich von einem 60 PS starken Viertakt-Reihenvierzylinder-Benzinmotor, dessen Zylinder in zwei Blöcken gegossen waren. Die Kraftübertragung erfolgte über eine Kardanwelle auf die Hinterachse. Der Bus bot insgesamt 50 Personen Platz und erreichte in der ursprünglichen Version eine Höchstgeschwindigkeit von 35 km/h und eine Steigfähigkeit von 9 %. Als Bremse diente eine Knorr-Druckluftbremse.

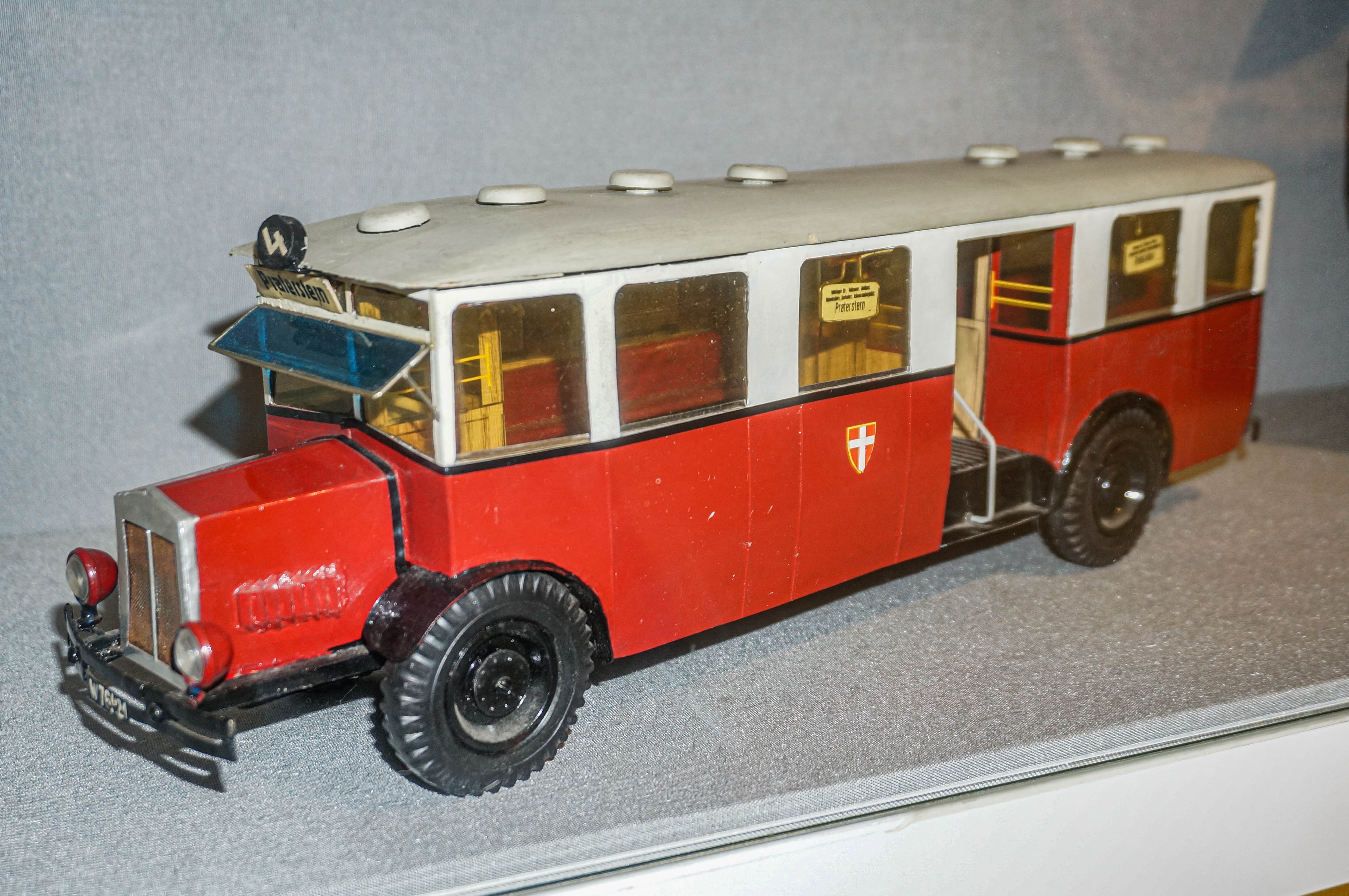
Modell im Verkehrsmuseum Remise

Die W IV O bewährten sich aufgrund ihrer robusten Konstruktion sehr gut und waren auch bei den Fahrgästen beliebt. Die monatlichen Laufleistungen erreichten teilweise über 5.800 Kilometer. Ab 1936 kamen Dieselmotoren zum Einbau. Da ein Umbau auf Rechtsfahren bereits bei der Planung der Type vorgesehen war, konnte dies nach dem Anschluss Österreichs im Jahr 1938 recht zügig umgesetzt werden. Durch die zunehmende Rationierung von Kraftstoff wurden die Busse zum Betrieb mit Stadtgas umgebaut, für dessen Lagerung ein eigener Anhänger mitgeführt wurde. Ab 1. Jänner 1942 wurde der Busbetrieb nur mehr auf die Linie 20 beschränkt.
Nach dem Zweiten Weltkrieg verblieben noch 70 Exemplare, die Anfang der 1950er Jahre zum Großteil generalüberholt wurden. Die Fahrzeuge erhielten neue, 120 PS starke Dieselmotoren Typ D 1040 G/1 von ÖAF und wurden dementsprechend zur Type W IV OD umgezeichnet. Zwei Exemplare erhielten Falttüren. Ab 1951 erhielten alle Busse neue Fünfganggetriebe des Typs FAK44 und wurden so zum W IV ODG. Eine Neukarosserierung war zwar 1947 geplant, konnte aber aus Materialmangel nicht durchgeführt werden.
Durch die ständige Lieferung neuerer Busse der Type U10 wurden die W IV O bald überflüssig, so dass die letzten Exemplare dieser robusten Type mit 31. Dezember 1960 außer Dienst gestellt wurden.

### Umbautype TR-U
30 Fahrzeuge wurden 1958/59 mit neuen, an die Type U10 angelehnten Karosserien (inklusive neuer Achsen und hydraulischer Lenkung) von Gräf & Stift versehen und damit zur Type TR-U umgebaut. Die Busse waren nun 10,3 Meter lang, 2,4 Meter breit und 2,9 Meter hoch. Motor und Getriebe blieben unverändert, der Fahrgastraum bot nun 23 Sitz- und 42 Stehplätze. Die TR-U waren bis 1970 im Einsatz.

## Verbleib
Am 29. März 2023 wurde eine mit aus ganz Europa zusammengesuchten Originalteilen gebaute Replik eines W IV O im Verkehrsmuseum Remise der Öffentlichkeit präsentiert und wird dort zwei Jahre lang zu sehen sein.